# CM Vlaanderen
CM Vlaanderen of Christelijke Mutualiteit Vlaanderen is een Belgisch christelijk ziekenfonds dat actief is in heel Vlaanderen en Brussel met hoofdzetel in Schaarbeek. Het is aangesloten bij de Landsbond der Christelijke Mutualiteiten. Met 3,4 miljoen leden is CM Vlaanderen de grootste ziekenfondsfederatie van België.
Het ontstond uit de fusie van 11 ziekenfondsen, waarvan de diensten en voordelen eerder al op elkaar werden afgestemd:
- CM Antwerpen (101)
- CM Brugge (110)
- CM Leuven (108)
- CM Limburg (131)
- CM Midden-Vlaanderen (120)
- CM Oostende (112)
- CM Roeselare-Tielt (113)
- CM Sint-Michielsbond (126)
- CM regio Mechelen-Turnhout (105)
- CM Waas en Dender (121)
- CM Zuid-West-Vlaanderen (111)